# Тешенский договор
Тешенский договор — договор, заключённый 13 мая 1779 года в городке Тешен (ныне Тешин в Тешинской Силезии), устанавливающий мир между Австрией, с одной стороны, и Пруссией с Саксонией — с другой, воевавшими почти год за баварское наследство.
Тешенский договор был заключён благодаря посредничеству России, союзницы Пруссии по Петербургскому мирному договору (1762), и Франции, союзницы Австрии. Согласно этому договору Австрия получила Иннский округ (Иннфиртель), принадлежавший ранее Баварии, а Саксония — денежную компенсацию. Баварский престол был передан курфюрсту Пфальцскому. Тешенский мир подтверждал ряд заключённых в прошлом германскими государствами мирных договоров, начиная от Вестфальского договора 1648 года, кончая Губертусбургским договором 1763 года.